# Fernandópolis Futebol Clube
Fernandópolis Futebol Clube é um clube brasileiro de futebol da cidade de Fernandópolis, interior do estado de São Paulo.
Foi fundado em 15 de novembro de 1961 e sua cor principal é o azul. O Fernandópolis disputa a quinta divisão do futebol paulista.

## História
Fundado com o nome de Associação Bancária de Esportes (A.B.E), teve o nome mudado em 1966 para Fernandópolis Futebol Clube para poder divulgar mais o nome da cidade no estado e porque os bancários já não contribuíam mais para o clube. Desde sua fundação, o escudo do time é uma Águia, inicialmente com as letras A na asa direita, B no peito e E na esquerda formando a sigla ABE. Depois da troca do nome para Fernandópolis Futebol Clube, as letras foram trocadas para FFC mantendo a mesma ordem. A Águia encontra-se sobre uma faixa onde está escrito Fernandópolis.
Em 1964, o Campeonato da Quarta Divisão era disputado em duas chaves (interior e capital). Os campeões de cada chave faziam a final do campeonato. A ABE foi campeã da chave do interior e decidiu contra o São José Esporte Clube de São José dos Campos o título do campeonato. Após perder por 2x1 em Fernandópolis a equipe acabou empatando por 0x0 em São José dos Campos e ficou com o vice campeonato.
Pela conquista do Campeonato do Interior, realizou um amistoso em Fernandópolis contra o São Paulo Futebol Clube para a entrega das faixas. O São Paulo venceu por 4x1. A ABE conquistou acesso a Terceira Divisão (atual A3) de 1965. Em 1966, já como Fernandópolis Futebol Clube, disputou a Terceira Divisão.
Em 1967, se classificou para o quadrangular final da Terceira Divisão, contra União Barbarense, Volkswagen Clube de São Bernardo do Campo e São Bento de Marília, mas a equipe não conseguiu o acesso, ficando na Terceira Divisão até 1968.
Em 1969 e 1970, devido a problemas financeiros, o Fernandópolis se licenciou do campeonato.
Voltou ao Campeonato Paulista em 1971, na Terceira Divisão, onde ficou até 1976. Em 1977, a Federação remodelou o campeonato e incluiu o Fernandópolis na Quarta Divisão, onde disputou em 1977, 1978 e 1979.
Em 1979, a equipe fez uma ótima campanha e se sagrou campeã do Campeonato Paulista da Segunda Divisão de profissionais (equivalente a Quarta Divisão). No início de 1980 a Federação Paulista de Futebol remodelou seus campeonatos e incluiu o Fefecê na segunda divisão estadual.
Entre 1980 e 1993, disputou o Campeonato da Segunda Divisão e sua melhor colocação na história foi em 1989, quando chegou a 2º fase do Campeonato. Eram três grupos de quatro times e o "Fefecê" enfrentou Ponte Preta, Associação Atlética Francana e Rio Branco de Americana. Mas a equipe não conseguiu a classificação para a fase semifinal do campeonato, terminando em 11º na classificação geral.
Em 1981, jogou contra o Santos no seu estádio na época com o nome do presidente americano John Kennedy. Um amistoso realizado como forma de pagamento do craque Carlos Silva. O resultado 1x1, inclusive com penalidade defendida por Betinho, goleiro que posteriormente transferiu-se para o América F.C. de São José do Rio Preto.
Em 1985, recebeu o São Paulo FC em Fernandópolis para um amistoso que terminou 1x1. Jogadores importantes disputaram essa partida como Silas, Rubem Furtembach, Abelha, todos campeões paulistas naquele ano.
Em 1990, o Fernandópolis Futebol Clube chegou às finais do Campeonato Paulista de Juniores disputando em jogos de ida e volta contra XV de Piracicaba, XV de Jaú, Juventus e Portuguesa, comandada pelo técnico Écio Pasca, que tinha atletas de destaque à época como Dener, Tico e Sinval. O FFC acabou em quinto lugar, conquistando a vaga para a Taça São Paulo de Juniores do ano seguinte, disputando na cidade de Taquaritinga sob o comando o Prof. Nelsinho. No profissional, conquistou o Torneio Início disputado em Fernandópolis, tendo como artilheiro com quatorze gols Gil (Gildecio Barbosa),.
Em 1993, a equipe disputava a Divisão Intermediária equivalente a Segunda Divisão (atual A2). Apesar de ter feito uma boa campanha, se classificando para a fase final do torneio, a Federação Paulista de Futebol remodelou seus campeonatos, dividindo em Série A1, A2, A3 e B1-A. O rebaixamento do clube para a série B1-A aconteceu de forma extra campo,  por não ter cumprido uma determinação da Federação Paulista de Futebol que determinava o rebaixamento de todos os times que não possuíam estádio com capacidade de 15 mil pessoas a recém criada série B1-A.
Em 1994, o FFC disputou a Quarta Divisão e fez bonito. Em um campeonato de pontos corridos, conquistou o título, tendo conquistado a liderança da competição apenas na última rodada. Na partida que val. No mesmo ano, a equipe júnior também se sagrou campeã estadual da Segunda Divisão. Neste ano houve também a ampliação do estádio Cláudio Rodante para 15 mil lugares.
Entre 1995 e 1996, o Fernandópolis disputou a Terceira Divisão e conseguiu boas colocações (5º e 6º lugares respectivamente). Mas em 1997, a equipe realiza uma campanha desastrosa, que o levou para o rebaixamento. Foi a primeira vez que o Fernandópolis foi rebaixado dentro de campo.
Desde 1998, disputa o Campeonato Paulista da Quarta Divisão. A melhor campanha neste período foi em 2003, quando terminou em nono lugar na classificação geral, e a pior foi em 2005 quando disputou 14 partidas, empatando 4 e perdendo 10 e terminando na penúltima colocação.
Em março de 2015, o atacante Müller, campeão do mundo com a Seleção em 1994, foi anunciado pelo clube, aos 49 anos, depois de 11 anos parado. Em sua reestreia no futebol profissional, em 17 de abril, Müller marcou um gol, mas o Grêmio Prudente venceu por 2x1. O atacante atuou em mais 2 jogos.
Naquele ano de 2015, depois de uma campanha que começou com uma derrota de virada em casa, além do começo ruim o time teve forças e na última rodada da primeira fase em Assis teve força para classificar diante do VOCEM. Na segunda fase começou perdendo para a Internacional de Bebedouro, depois teve uma recuperação excelente, diante de 5.000 pessoas, no Claudio Rodante conseguiu o acesso para série A3 de 2016 em cima do São Bernardo.
O clube caiu da divisão em 2016, ao terminar como vice-lanterna da Série A3.
Em 2019, o acesso à Série A3 chegou perto, quando o Fefecê foi semifinalista e acabou eliminado pelo Marília na semifinal. Na ocasião, a equipe teve o artilheiro da competição, Murilo, com 15 gols.
Em setembro de 2019, presidente e vice do Fernandópolis, Oclécio de Almeida Dutra e Ricardo Saravalli, são presos na Operação Vagatomia da Polícia Federal, que investigava esquema de fraudes na concessão do Fies em Fernandópolis.
Em 2020, voltou a se licenciar das competições esportivas.
Em 2021,  negociou os naming rights do estádio Cláudio Rodante com uma provedora de internet.
Em julho de 2023, o TJD-SP (Tribunal de Justiça Desportiva de São Paulo) suspendeu o Fernandópolis e 11 jogadores (Rafael, Rian, Calebe, Ryan, Anthony, Chrigor, Vinicius, Gabriel, Mauro Josias, Peixeiro e Índio) por suspeita de manipulação de resultados em duas partidas da Bezinha do Campeonato Paulista, a quarta divisão estadual, derrotas para Vocem e Tanabi. Sete atletas denunciados pela procuradoria foram absolvidos por unanimidade e quatro deles (Índio, Rafael, Rian e Rinaldo) receberam multa e ficaram afastados por até um ano.

Escudo antigo

## Títulos

### Estaduais
- Campeonato Paulista - Série A4: 1979 e 1994[carece de fontes?]

### Outras conquistas
- Torneio Inicio de Fernandópolis: 1991

### Categorias de base
- Campeonato Paulista Sub-20 - 2ª Divisão: 1994

## Estatísticas

### Participações
|  | Participações em 2024 |

| Competição | Competição      | Temporadas | Melhor campanha       | Anos                                                          | A | R |
| São Paulo  | Série A2        | 14         | 5º colocado (1981)    | 1980-1993                                                     | – | 1 |
| São Paulo  | Série A3        | 14         | Vice-campeão (1967)   | 1965-1968, 1971-1976, 1995-1997 e 2016                        | – | 3 |
| São Paulo  | Série A4        | 27         | Campeão (1979 e 1994) | 1963, 1964, 1977-1979, 1994, 1998-2015, 2018–2019 e 2021-2023 | 4 | 1 |
| São Paulo  | Segunda Divisão | 1          | 16º colocado (2024)   | 2024                                                          | – |   |

### Últimas dez temporadas
Legenda:
| Campeão Vice-campeão Eliminado nas semifinais | Campeão e promovido à divisão superior Vice-campeão e/ou promovido à divisão superior Rebaixado à divisão inferior | Classificado à fase de grupos da Copa Libertadores Classificado à fase preliminar da Copa Libertadores Classificado à Copa Sul-Americana Campeão do Campeonato do Interior |

## Hino
O hino do clube foi composto por Ludecir Aparecido Stefanin, popularmente conhecido por Tim da Prefeitura.